# Simon Kirke
Simon Frederick St George Kirke (nacido el 28 de julio de 1949, aunque de acuerdo a la Asociación de Prensa, nació el 27 de agosto de 1949) es un baterista británico de rock, más conocido como miembro de las bandas Free y Bad Company.
Nacido en Lambeth Hospital, Lambeth, sureste de Londres, Inglaterra, Kirke pasó su niñez viviendo en la periferia de Gales. Al terminar la escuela a los 17 años, regresó a Londres y se propuso encontrar un empleo como baterista en la emergente escena musical del blues. Después de infructuosos 18 meses estaba resignado a regresar a Gales cuando conoció al guitarrista Paul Kossoff, quien estaba tocando en una banda llamada Black Cat Bones. Kirke fue recomendado para el puesto de baterista en la banda, donde tocó por seis meses. Entre otras, Kirke tocaba baterías Hayman.